# Емпайр-Стейт-Білдінг
Емпа́йр-Сте́йт-Білдінг (англ. Empire State Building) — хмарочос висотою 381 м (448 м з антеною), що має 102 поверхи, зведений у стилі ар-деко в окрузі Мангеттен міста Нью-Йорка, США. Знаходиться будівля на П'ятій авеню між Західними 33-ю і 34-ю вулицями. Власником будівлі є компанія W & H Properties. Хмарочос Емпайр-Стейт-Білдінг став першою будівлею у світі, яка мала понад 100 поверхів.
У 1986 році Емпайр-Стейт-Білдінг увійшов до списку пам'яток архітектури національного значення США. У 2007 році будівля під номером один увійшла до списку найкращих американських архітектурних рішень за версією Американського інституту архітекторів.

## Висота
Споруда має у висоту 443,2 м до верхівки шпиля і 381 м до даху. Будівництво закінчилось у 1931 р., і відтоді протягом 41 року Емпайр-Стейт-Білдінг був найвищою будівлею у світі. У 1972 році північна вежа Всесвітнього торгового центру обігнала Емпайр-Стейт-Білдінг за висотою і стала найвищою будівлею у світі. Після руйнування веж Всесвітнього торгового центру в результаті терористичного акту 11 вересня 2001 року Емпайр-Стейт-Білдінг став найвищою будівлею в Нью-Йорку і третьою за висотою у США після Вілліс Тауера і вежі Трампа в Чикаго.

## Історія

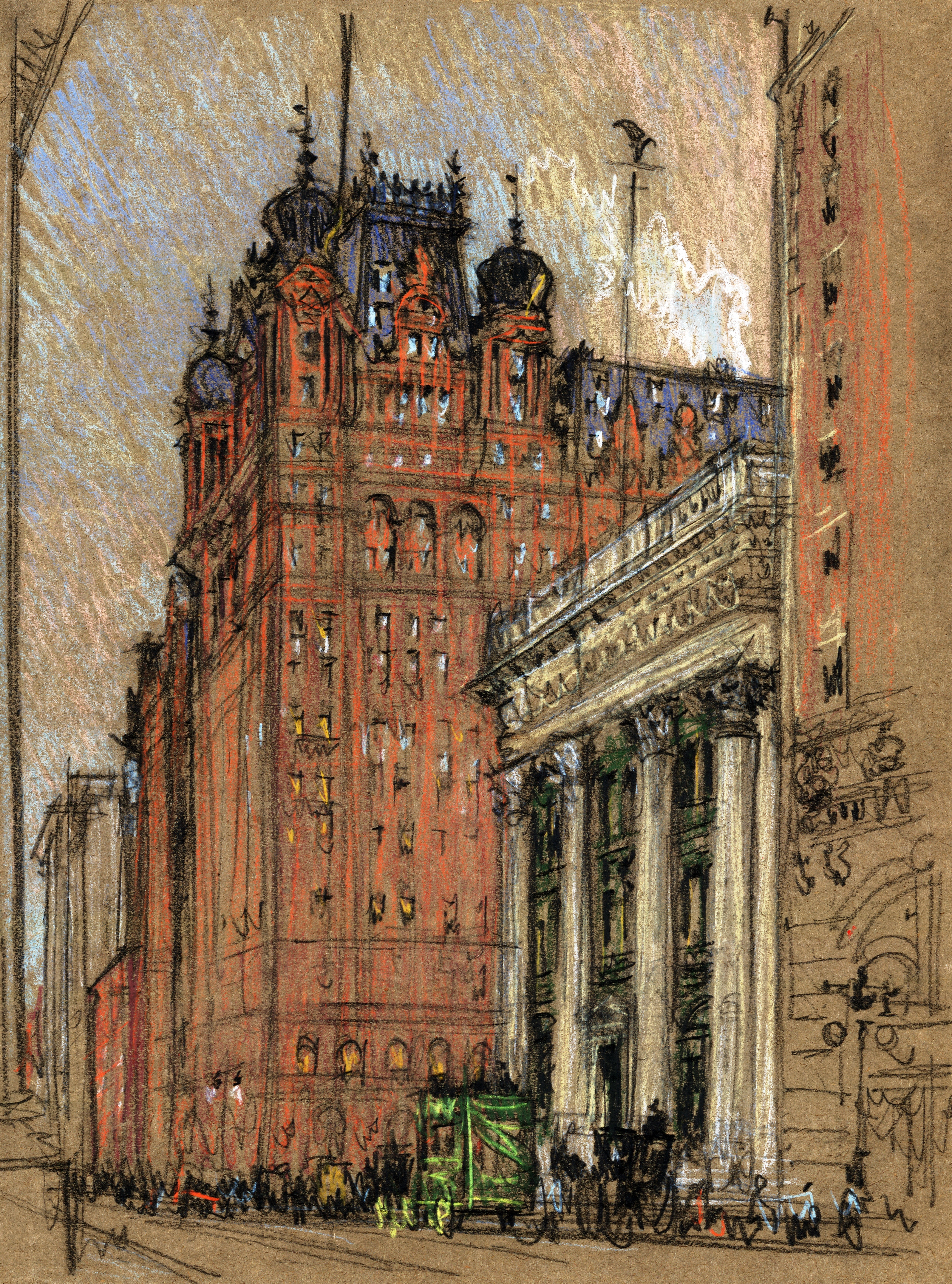
Готель «Уолдорф-Асторія» на Мангеттені на початку XX ст., на місці якого збудовано Емпайр-Стейт-Білдінг

### Проектування
Емпайр Стейт-Білдінг побудований на місці, де з 1860 року знаходився центр для місцевої знаті. Тоді тут стояли два відомих будинки, що належали членам заможної сім'ї Астор (англ. Astor). У 90-х роках в цих будинках було створено готелі Waldorf Hotel (1893) та Astoria Hotel (1897), що згодом отримали спільну назву «Уолдорф-Асторія» (англ. Waldorf-Astoria). У 1929 році обидві будівлі готелю були знесені, для того, щоб розчистити майданчик для будівництва Емпайр-Стейт-Білдінг.
Нова будівля отримала свою назву від повсякденного найменування американського штату Нью-Йорк, який називають «Імперський штат». Назву вежі можна також перекласти як «Будинок Імперії», проект його виконала архітектурна фірма «Шрив, Лем і Хармон», а збудована вона на гроші Джона Рокфеллера-молодшого.

### Будівництво

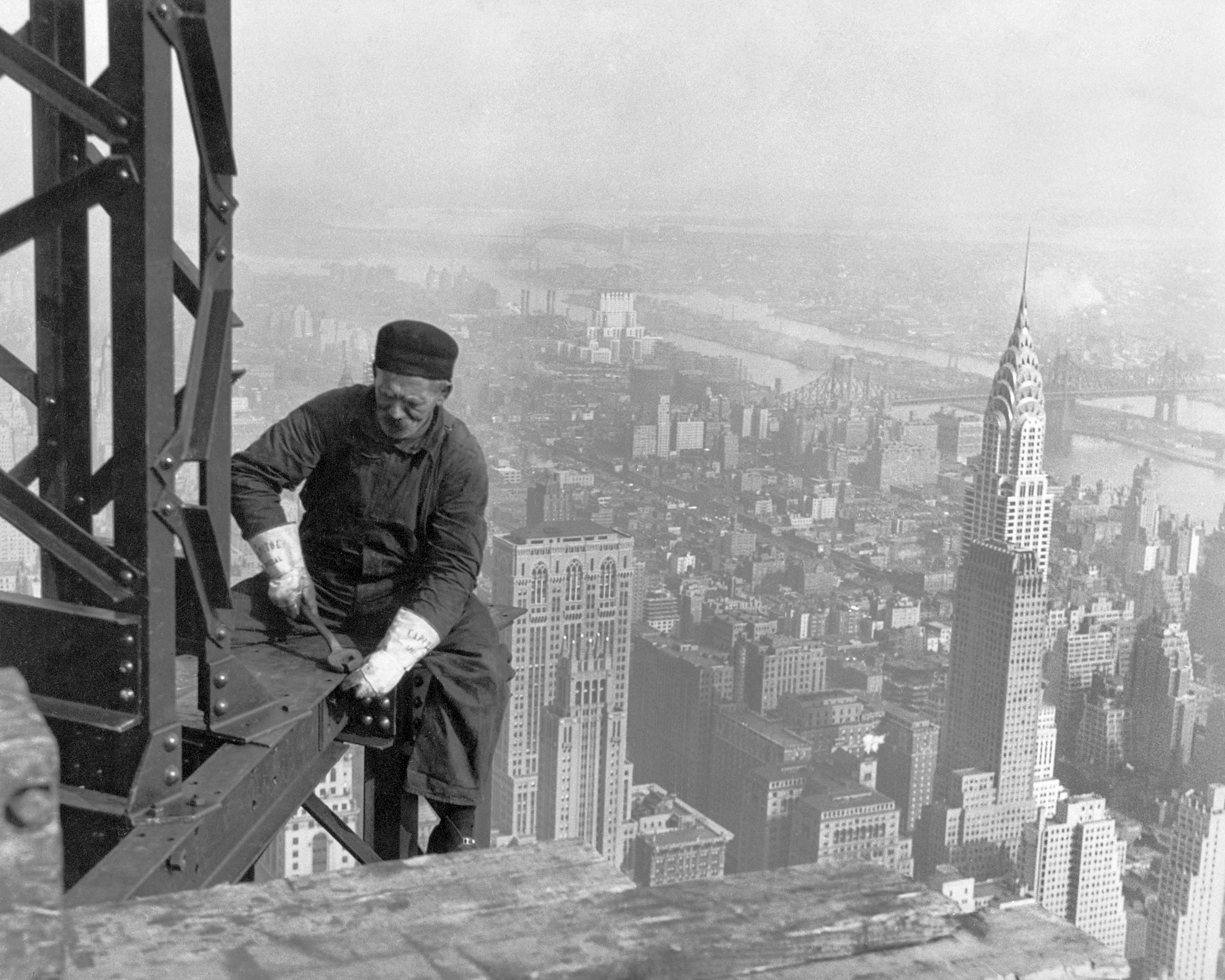
Робітник, який скріплює балки на будівництві вежі. Зверніть увагу на Крайслер Білдінг на фоні.

Будівництво очолював Джон Якоб Раскоб (засновник компанії «Дженерал Моторс»). Земляні роботи на ділянці почалися 22 січня 1930 року, а спорудження самої башти почалося 17 березня — в День Святого Патрика. Будівля зведена на двоповерховому фундаменті (для більшої стійкості) і підтримується сталевою конструкцією вагою в 54 400 тонн. На будівництво витрачено десять мільйонів цеглин і 700 кілометрів кабелю. На будівництві працювали 3400 робітників, переважно емігранти з Європи, а також кілька сотень будівельників-монтажників сталевих конструкцій з племені могавків, багато з яких приїхали на будівництво з резервації Канаваке біля Монреаля. Згідно з офіційними даними, під час будівництва було зафіксовано п'ять смертельних випадків серед робітників.
Будівництво будівлі стало частиною висотної гонки в Нью-Йорку того часу. Два інших проекти, що брали участь у цій гонці — Уол Стріт 40 та Крайслер Білдінг, були на стадії реалізації, коли Емпайр-Стейт-Білдінг тільки починав будуватися. Кожен із проектів-суперників тримав титул найвищої будівлі протягом декількох місяців, поки Емпайр-Стейт-Білдінг не перевершив їх всіх. На будівництво пішло всього 410 днів. За тиждень будувалися приблизно чотири з половиною поверхи, а в найінтенсивніший період за 10 днів було зведено 14 поверхів.

### Відкриття

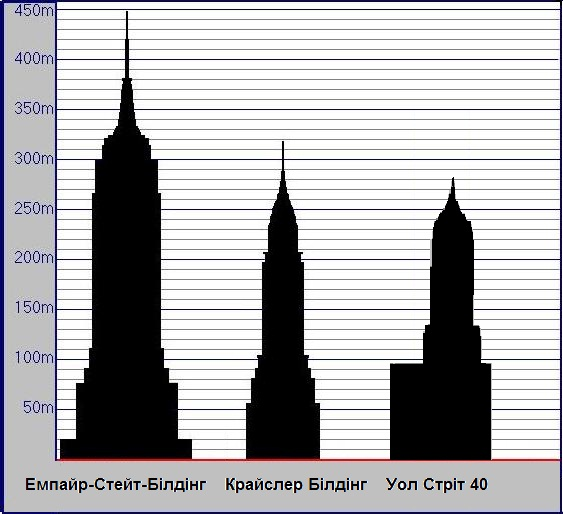
Перегони 1930—1931 років за право називатися найвищим будинком у світі

Офіційне відкриття відбулося 1 травня 1931, коли президент США Герберт Гувер включив освітлення будівлі, натиснувши на кнопку в Вашингтоні. Вже наступного року першим використанням освітлення на верхівці будівлі було святкування перемоги Рузвельта над Гувером в президентській гонці в листопаді 1932.
Діти губернатора Сміта перерізали стрічку. Знімки фотографа Льюїса Вікеса Хайна являють собою не тільки важливі історичні джерела, що зафіксували етапи будівництва будинку, але так само відображають життя і умови праці робітників того часу. На фотографії зліва зображено монтажника, що сидить на сталевий балці, цей образ — є символом тієї епохи, а також одним з найвідоміших образів, пов'язаних з Емпайр-Стейт-Білдінг.
Коли відбулося офіційне відкриття Емпайр-Стейт-Білдінг, Сполучені Штати Америки переживали епоху економічної депресії. Тому здати в оренду вдалося далеко не всі приміщення, а будинок одержав назву «Порожній-Стейт Білдінг» (англ. Empty State Building). Минуло десять років, поки всі приміщення, нарешті, були здані. Будівля не приносила доходу власникам до 1950. Тільки в 1951, після продажу Роджеру Стівенсу і його партнерам за 51 млн доларів (рекордна для тих часів ціна, сплачена за одну споруду), будівля перестала бути збитковою.

### Події
На початку експлуатації будівлі її шпиль замислювалося використовувати як причальну щоглу для дирижаблів. 102-й поверх був причальною платформою для підйому на дирижабль. Спеціальний ліфт, що курсує між 86-м і 102-м поверхами, міг використовуватися для транспортування пасажирів. Реєстрація, за задумом, проводилася на 86 поверсі. Однак, ідея повітряного терміналу була визнана невдалою через сильні і нестабільні повітряні потоки нагорі будівлі які робили причалювання дуже складним, і після першої спроби стало зрозуміло, що це утопічна ідея. Жоден цепелін так і не причалив до будівлі. У 1952 році на місці терміналу було розміщено телекомунікаційне обладнання. Згодом цю ідею все-таки віртуально втілили у фільмі «Небесний капітан і світ майбутнього» де показується висадка пасажирів з цепеліна на Емпайр-Стейт-Білдінг.
На Емпайр-Стейт-Білдінг встановлено велике число антен, через які ведеться теле- і радіомовлення. Ще 22 грудня 1931 року, всього через півроку після закінчення будівництва хмарочоса, з антени, встановленої на шпилі будинку, була проведена перша експериментальна передача телевізійного сигналу. Зараз вершину Емпайр Стейт Білдінг як базу для своїх передавачів використовують практично всі теле- і радіостанції Нью-Йорка.
28 липня 1945 року бомбардувальник ВПС США B-25 «Мітчелл», пілотований підполковником Вільямом Смітом в густому тумані врізався в північний фасад будівлі між 79 і 80 поверхами. Один з двигунів пробив башту наскрізь і впав на сусідній будинок, інший впав у шахту ліфта. Пожежа, яка виникла в результаті зіткнення, була погашена вже через 40 хвилин. В інциденті загинуло 14 осіб. Бетті Лу Олівер вижила після падіння в ліфті з висоти 75 поверху — це досягнення потрапило у Книгу Гіннеса. Незважаючи на цю подію, будівля не була закрита, і робота в більшості офісів наступного робочого дня не зупинилася.
За весь час експлуатації будинку тут було здійснено понад 30 самогубств. Перше самогубство сталося відразу після завершення будівництва нещодавно звільненим робітником. У 1947 році навколо спостережного майданчика було зведено огорожу, тому що лише за три тижні тут було здійснено 5 спроб суїциду. У 1979 році міс Елвіта Адамс вирішила звести рахунки з життям і стрибнула з 86-го поверху. Але сильний вітер закинув міс Адамс на 85-й поверх, і вона відбулася переломом стегна. Одне з останніх самогубств сталося 13 квітня 2007 року, коли з 69 поверху викинувся адвокат, через невдачі у своїй професійній діяльності.

## Параметри

### Архітектура

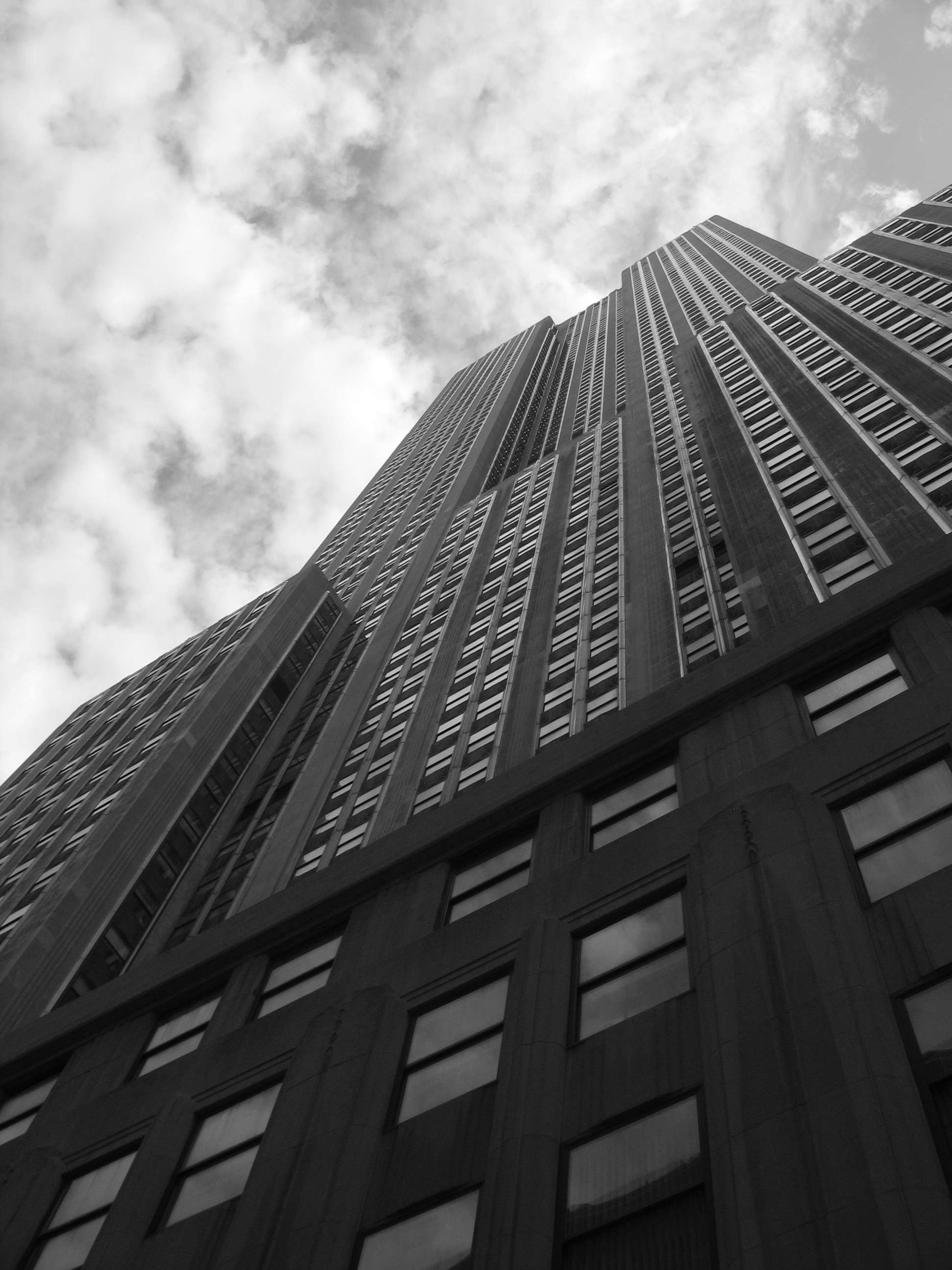
Вид на башту з вулиці

У будівлі 102 поверхи, висота — 381,3 метра. Разом з телевізійною вежею досягає загальної висоти 443 метри. Комерційні площі займають перші 85 поверхів будівлі (257 211 м ²). Решта 16 поверхів — це надбудова в стилі ар-деко, на 102 поверсі якої розташований оглядовий майданчик. Ширина будівлі біля основи становить 425 футів (129,54 м) уздовж 33-ї та 34-ї вулиць і 197 футів (60,05 м) уздовж П'ятої Авеню. У вежі розташовані 6500 вікон і 73 ліфти. Будівля важить 331 000 тонн, побудована на двоповерховому фундаменті і підтримується сталевою конструкцією вагою у 54 400 тонн. На неї пішло десять мільйонів цеглин і 700 кілометрів кабелю. Загальна площа  — два гектари, а площа фундаменту — понад 8 тис. м². У будівлі є два підземних поверхи, де розміщені автопаркувальні майданчики, блоки системи кондиціонування і вузол переробки відходів. Сходи на гору мають 1860 сходинок і по них один раз на рік проводиться змагання на швидкий підйом. В офісних приміщеннях можуть розміститися 15 000 осіб, а ліфти здатні за одну годину перевезти 10 000 осіб. У вежі розташовано близько 1000 офісів, кількість співробітників становить 21 000 осіб, що робить Емпайр-Стейт-Білдінг другою за числом співробітників будівлею Америки після Пентагону. Загальна довжина труб інфраструктури досягає 113 км, довжина електричних проводів — 760 км. Опалення парове низького тиску.
Оскільки хмарочос оточений різними діловими будівлями, то знизу повністю не оглядається. На відміну від більшості сучасних хмарочосів, фасад башти виконаний у класичному стилі. На сірому кам'яному фасаді вгору тягнуться смуги нержавіючої сталі, а верхні поверхи розташовані трьома виступами. Для оздоблення фасаду були використані вапнякові плити.
Будівництво 15 Пенн Плаза (68-ми поверхового хмарочоса, який мав бути спорудженим недалеко від Емпайр-Стейт-Білдінг) було дозволено 25 серпня 2010 на засіданні міської ради, незважаючи на протести власників Емпайр-Стейт-Білдінг, адже зведення цієї споруди ускладнить вид із західної сторони Емпайр-Стейт-Білдінг.

### Освітлення
У 1964 році на вежу була встановлена система прожекторного освітлення для того, щоб підсвічувати верхівку в кольоровій гамі під час подій, пам'ятних дат або свят (День Святого Патрика, Різдво тощо). Приміром, після восьмидесятирічного ювілею та смерті, що послідувала за ним, Френка Сінатри, підсвітлення будівлі була виконана в синіх тонах, через прізвисько співака «Містер Блакитні очі». Після смерті актриси Фей Рей наприкінці 2004 року, освітлення вежі було повністю вимкнено на 15 хвилин.
Традиційно, на додаток до звичайного освітлення, підсвічування будівлі виконується в кольорах нью-йоркських спортивних команд у ті дні, коли в місті проходять матчі цих команд (помаранчевий, синій і білий для New York Knicks, червоний, білий і синій для New York Rangers тощо). Під час тенісного турніру US Open у підсвічуванні домінує жовтий колір (колір тенісного м'яча). У червні 2002 року, в дні святкування ювілею Її Величності Королеви Сполученого Королівства Великої Британії та Північної Ірландії Єлизавети II, підсвітка була пурпурово-золотою (кольори дому Віндзорів).

### Галерея варіантів освітлення

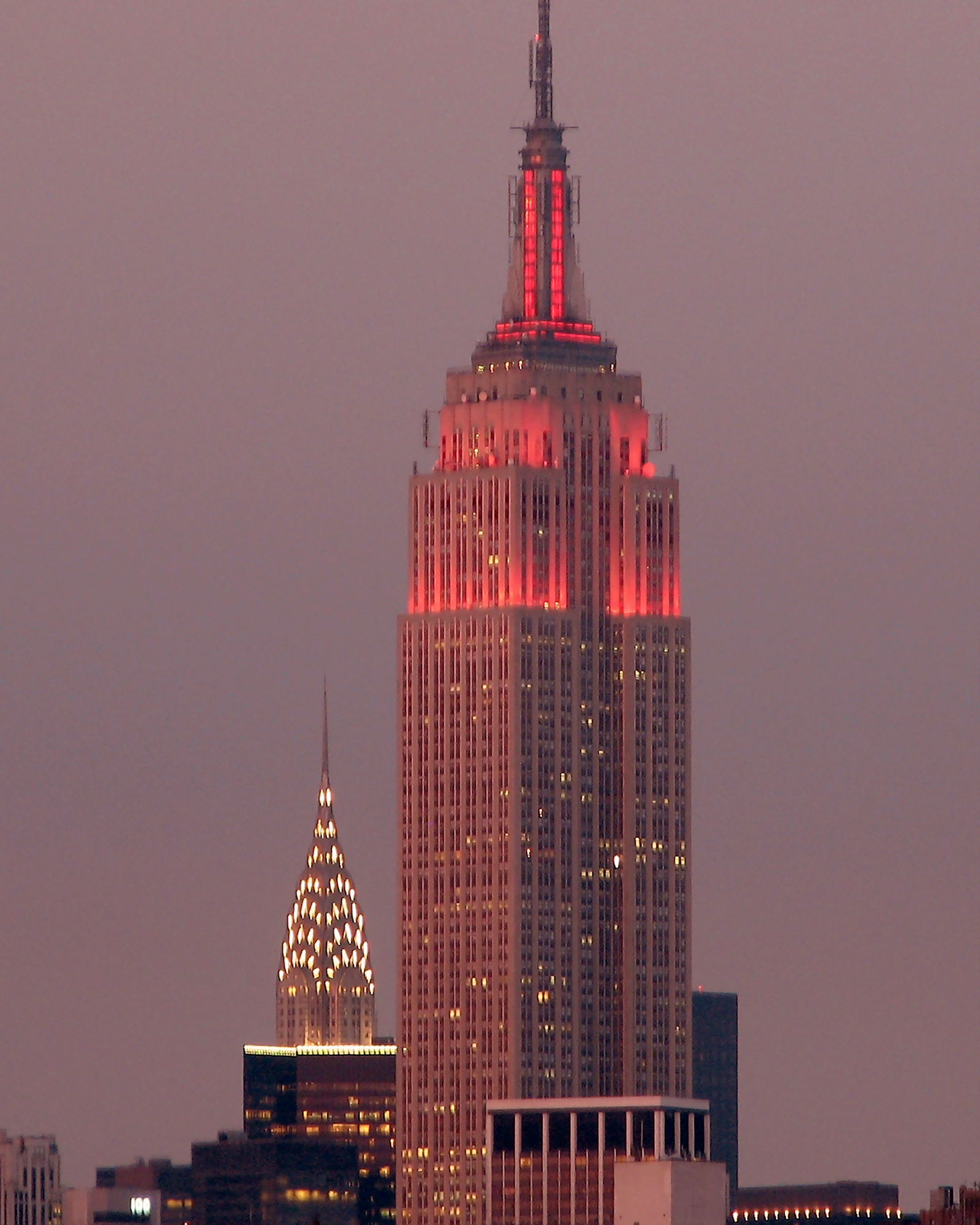
Червоне підсвічування
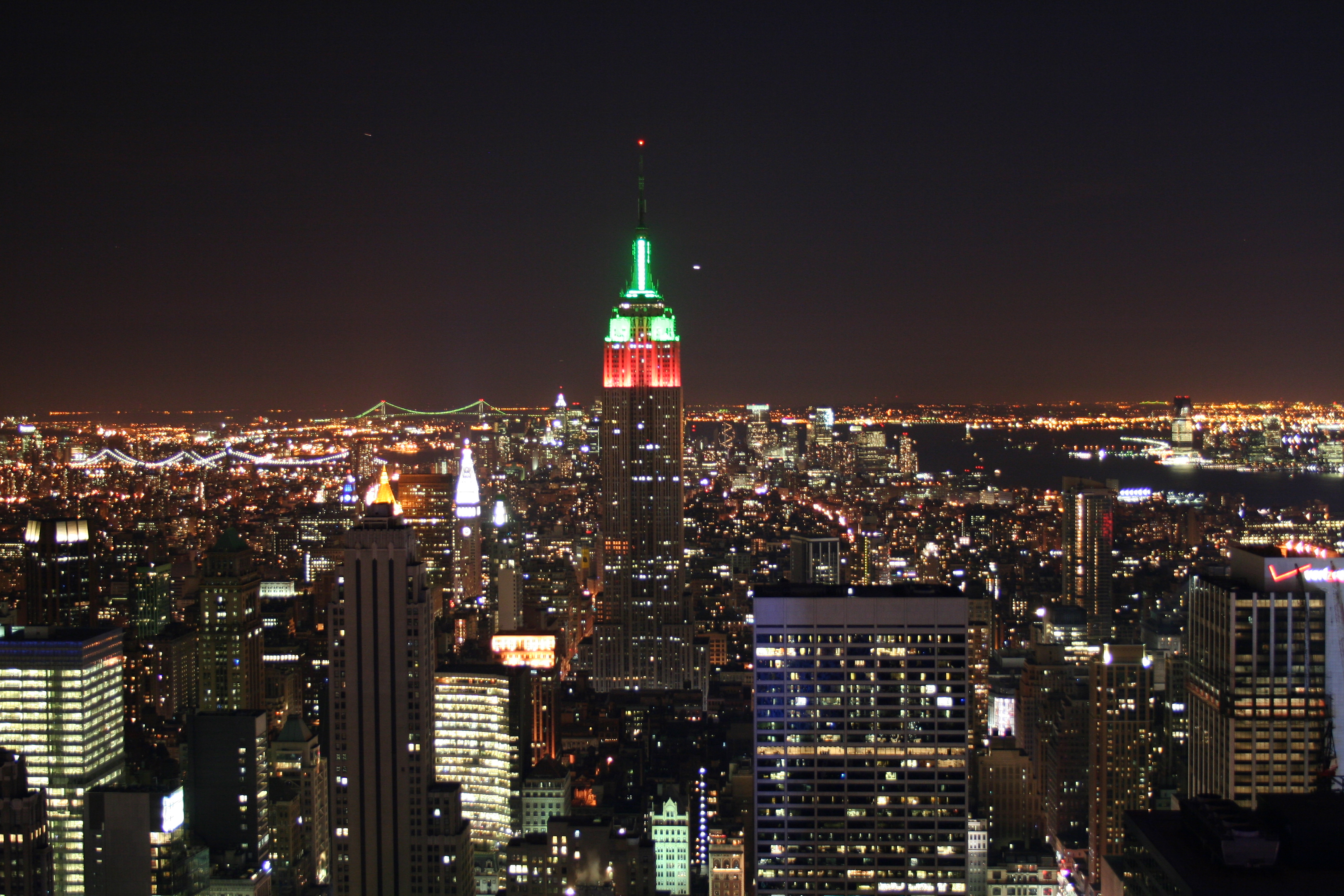
Червоно-зелене підсвічування на Різдво, вигляд з боку Рокфелерівського центру
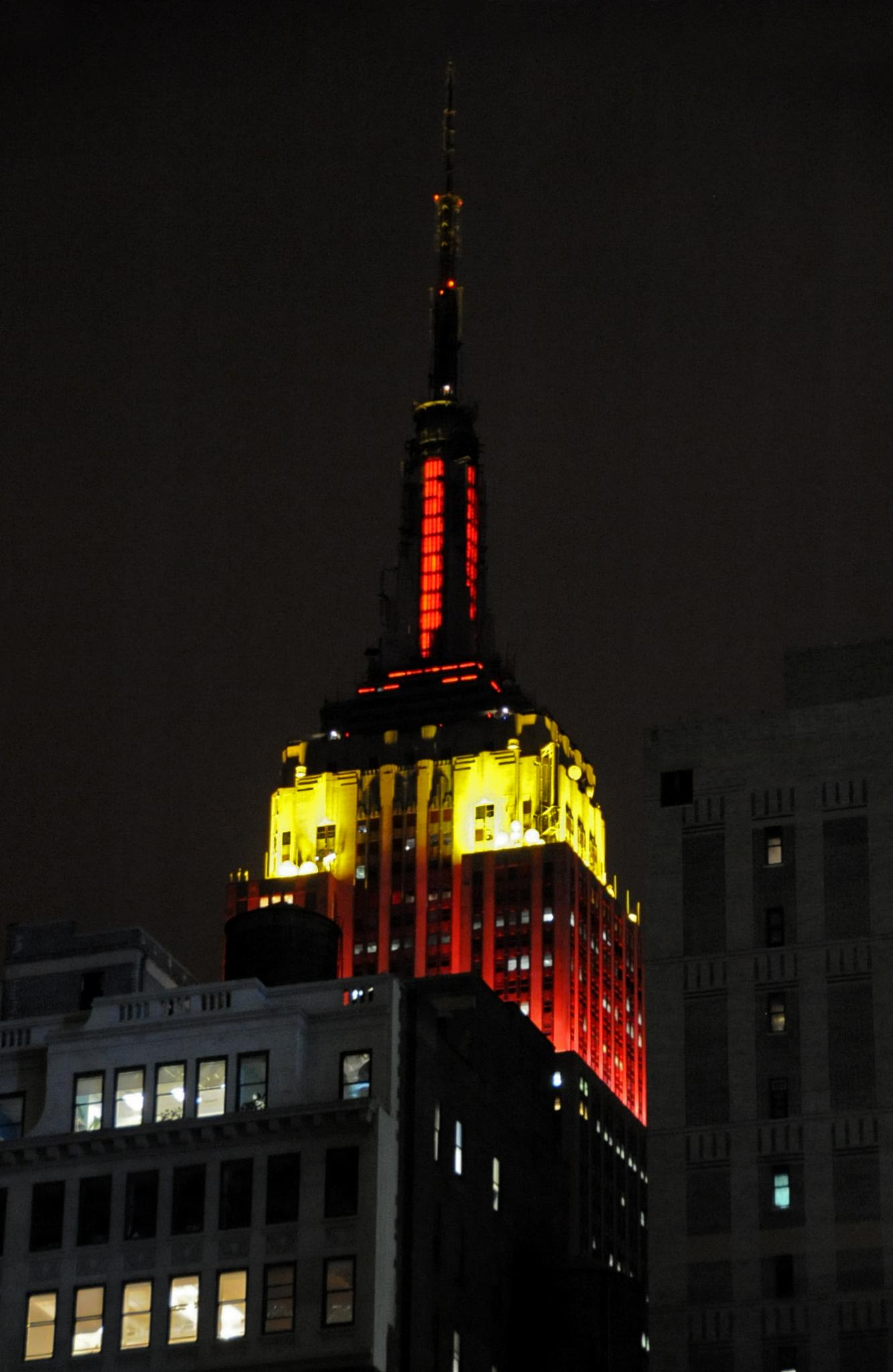
Жовто-червоне підсвічування до 60-ї річниці КНР
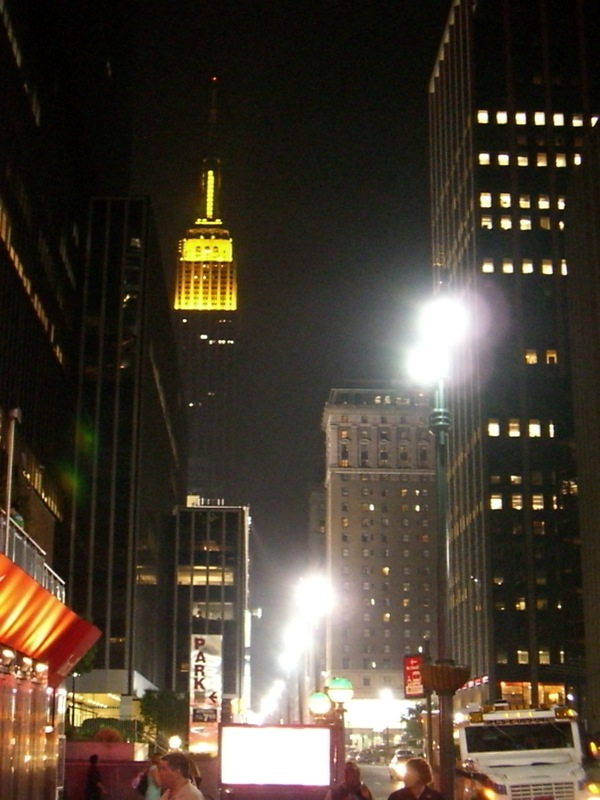
Жовте підсвічування присвячене виходу фільму «Сімпсони» у форматі домашнього відео
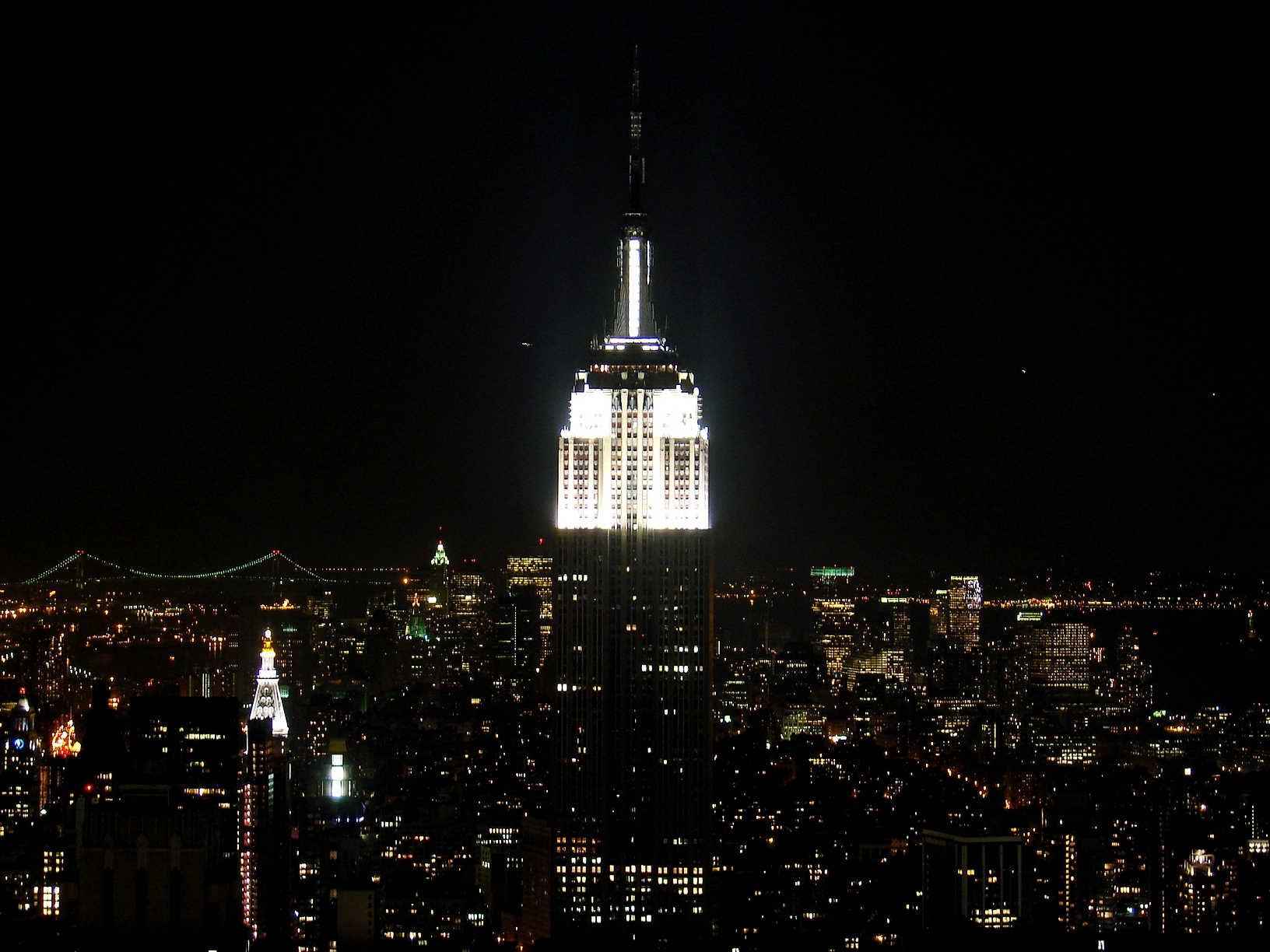
Будівля у білому світлі

### Оглядові майданчики
З будівлі відкривається один з найкрасивіших видів на місто. У ясну погоду можна побачити об'єкти на відстані до 100 км і більше. Звідти видно чотири сусідні штати.  Тут видно Нью-Йорк як на долоні, а у сонячні дні відвідувачі зможуть також помилуватися красою Нью-Джерсі, Коннектікута, Пенсильванії та Делавера.
Оглядові майданчики Емпайр-Стейт-Білдінг є одним з найпопулярніших місць паломництва туристів у Нью-Йорку і одними з найбільш відвідуваних оглядових майданчиків у світі. Усього їх відвідало понад 110 млн осіб. Майданчик на 86-му поверсі має кут огляду в 360 градусів. Ще один оглядовий майданчик відкритий на 102 поверсі. У 1999 році він був закритий, потім знову відкритий в 2005 році. Верхній майданчик повністю закритий, його площа набагато менше площі нижнього. Через велику кількість відвідувачів, верхній майданчик закривається в найбільш напружені дні. Туристи оплачують відвідування оглядових майданчиків у касі на 86 поверсі (для відвідування 102 поверху існує окрема додаткова оплата).

### Атракціони та особливості інтер'єру
Всередині Емпайр-Стейт-Білдінг є актова зала, що має 30 метрів у довжину і три поверхи у висоту, на його стінах знаходяться кольорові панно, що зображують 8 чудес світу — сім основних і одне «нове», яким є сам Емпайр-Стейт-Білдінг. Крім того у будинку є Зал Рекордів Гіннеса — це своєрідний музей, експозиція якого розповідає про видатні рекорди у різних областях людського життя.
На другому поверсі будівлі знаходиться атракціон, відкритий в 1994 році для туристів. Атракціон називається New York Skyride і є імітатором повітряної подорожі по місту. Загальна тривалість атракціону — 25 хвилин.
З 1994 по 2002 рік діяла стара версія атракціону, в якій Джеймс Духан, Скотті з серіалу «Зоряний Шлях», як пілот літака, в гумористичному стилі намагався зберегти контроль над літаком під час шторму. Після теракту 11 вересня 2001 року, цей атракціон був закритий. У новій версії сюжет залишився тим самим, проте башти Всесвітнього торгового центру були прибрані з декорацій, а пілотом замість Духана став Кевін Бекон. Нова версія переслідувала насамперед не розважальні, а освітні та інформаційні цілі. У неї також були включені патріотичні елементи.

## Слід у мистецтві

### У кінематографі
У 1933 році на екрани вийшов кінофільм «Кінг-Конг», в якому саме на даху Емпайр-Стейт-Білдінга відбувалося бій з гігантською горилою яку зверху атакували численні літаки. У 1983 році, в рамках святкування 50-річчя цього фільму, на вершину будівлі був встановлений надувний Кінг-Конг у натуральну величину. У 2005 році був знятий рімейк культової картини 30-х років, в якому фінальна сцена також відбувається на хмарочосі.
У 1964 році був знятий документальний фільм Енді Воргола «Емпайр». Весь фільм тривалістю 8 годин і 5 хвилин знятий єдиним дублем, без монтажної склейки і є фіксованим планом, що спрямований на Емпайр-стейт-Білдінг.
У фільмі «Персі Джексон та Викрадач блискавок» режисера та продюсера Кріса Коамбуса Емпайр-Стейт-Білдінг є одночасно Олімпом, там же відбувається битва між Персі Джексон та Лукою Кастелланом — сином Гермеса, що викрав блискавки у Зевса.
Будівля також присутня і у низці фільмів-катастроф, таких як, наприклад, «Армагеддон» режисера Майкла Бея.
У фільмі «День незалежності» режисера Роланд Еммеріха в Емпайр-Стейт-Білдінг потрапляє струмінь розпеченої плазми з інопланетного космічного корабля, що, зрештою, знищує не тільки будівлю, а й весь Нью-Йорк та інші великі міста.
У фільмі «Знання» (2009) кінорежисера Алекса Проякса сонячний спалах знищує Нью-Йорк і Емпайр-Стейт-Білдінг в тому числі.
У фільмі-катастрофі «Післязавтра» режисера Роланда Еммеріха у Емпайр-Стейт-Білдінг під час миттєвого зниження температури руйнується скло вікон, сама будівля замерзає.
У науково-популярному фільмі «Життя після людей» покинутий людьми Емпайр-стейт-Білдінг руйнується через підтоплення фундаменту.
Список кінематографічних картин, в яких з'являється Емпайр-Стейт-Білдінг, ведеться на офіційному вебсайті будівлі.

### У комп'ютерних іграх
- У відеогрі «Mafia II» цей хмарочос присутній у вигаданому місті Empire Bay.
- У відеогрі «Grand Theft Auto IV» присутній цей хмарочос, у вигаданому, але у певній мірі скопійованому з Нью-Йорка, місті Ліберті-Сіті під назвою Rotterdam Tower.
- У відеогрі «Monsters (Probably) Stole My Princess» присутній хмарочос «Vampire State Building», пародія на Емпайр-Стейт-Білдінг.
- У відеогрі «Наталі Брукс. Скарби загубленого королівства» у цьому хмарочосі був захований дідусь головної героїні.
- У відеогрі «Prototype» (2009) цей хмарочос присутній у вигаданому місті.

## Спортивні змагання
Емпайр-Стейт-Білдінг — не тільки найвищий будинок у місті, візитівка Мангеттена і символ американської архітектури, але і майданчик для бігу. На початку лютого на сходах Емпайр-Стейт-Білдінга проходять змагання з бігу. Добре підготовленим бігунам вдається подолати 1576 сходинок будівлі — з 1 по 86 поверх — за декілька хвилин. У 2003 році Полом Крейком було встановлено рекорд, який досі не побитий — 9 хвилин 33 секунди. Ще один рекорд турніру встановлено німцем Томасом Дольдом із Штутгарта: він 1 лютого 2011 року виграв забіг ушосте підряд і показав результат 10 хвилин і 10 секунд. Крім того, тут проводяться змагання серед пожежників і поліцейських, які, на відміну від звичайних бігунів, повинні бігти в повному спорядженні.

## Комунікації

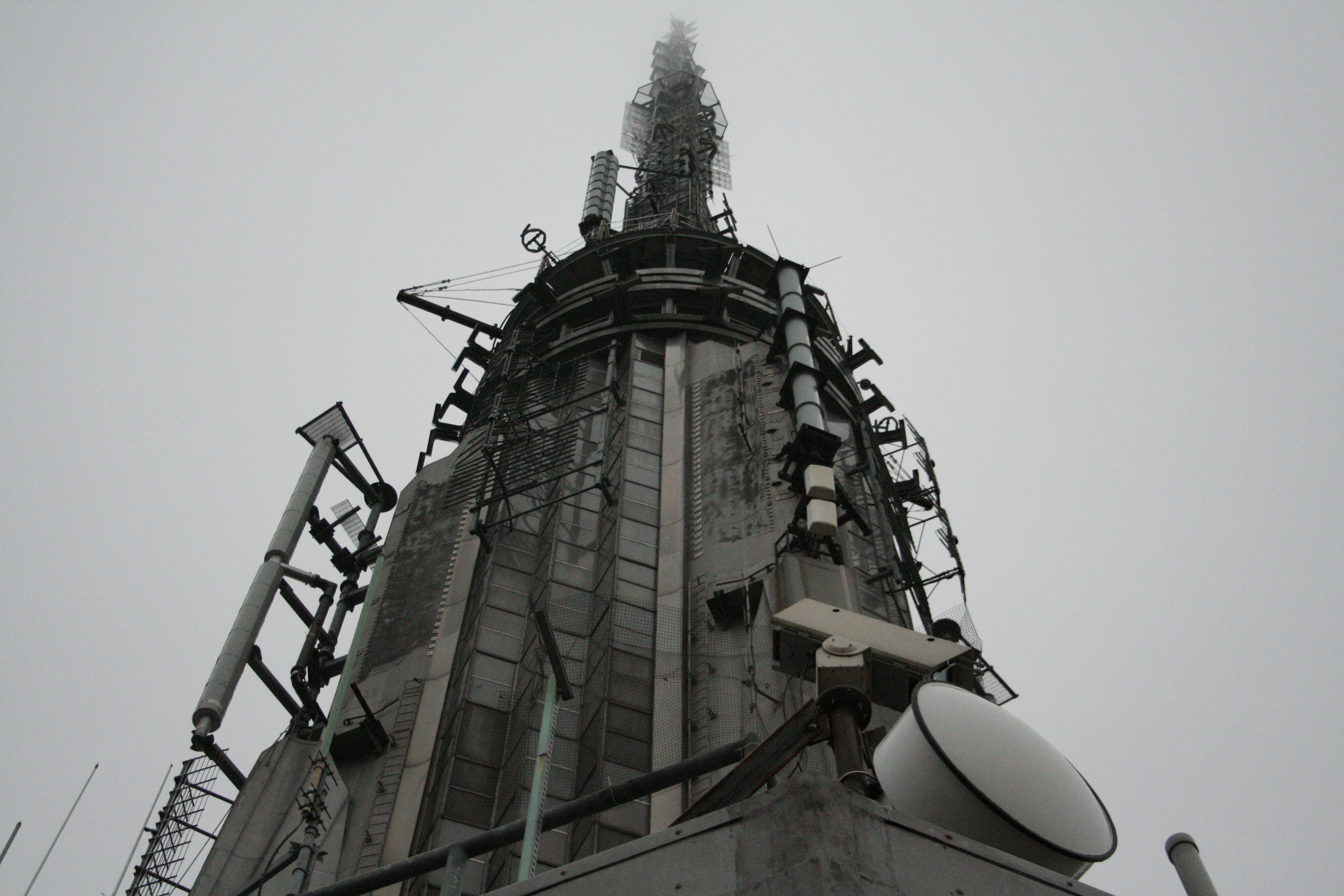
Антена з передавачами

Нью-Йорк є найбільшим ринком для американських ЗМІ. Після 11 вересня 2001 мовлення майже всіх комерційних станцій (телебачення і радіо), транслюється з верхньої частини цієї будівлі. Лише декілька інших станцій мають свої передавачі на сусідній будівлі видавництва Конде Наст (англ. Condé Nast Building).
Оригінальна щогла на верхній частині будівлі мала висоту 20,5 метрів і спочатку призначалася для швартування дирижаблів. Однак, після невдалих спроб з їх швартування, було вирішено використовувати щогли для комунікації. Перші трансляції з Емпайр-Стейт-Білдінга розпочалися в кінці тридцятих років. Першим орендарем щогли була Національна телерадіокомпанія (англ. National Broadcasting Company). Пізніше долучились інші станції, а їх потенціал ставав все розвиненішим. Розпочались і телевізійні трансляції. З метою усунення розпорошення передавальних антен по дахах різних споруд було прийнято рішення зосередити усі передавачі на вершині Емпайр-Стейт-Білдінга. У 1950 стару 20-метрову щоглу було замінений на 46-метрову вежу, яка містила п'ять телевізійних передавачів і три радіопередавачі. З часом кількість передавачів зросла і 1967 року досягла 22.
У 2009 на будинку працювали передавачі наступних станцій:
- TV: WCBS-TV 2, WNBC-TV 4, WNYW 5, WABC-TV 7, WWOR-TV 9 Secaucus, WPIX-TV 11, WNET 13 Newark, WNYE-TV 25, WXTV 41 Paterson, WNJU 47 Linden, та WFUT-TV 68 Newark;
- FM: WXRK 92,3; WPAT-FM 93,1 Paterson; WNYC-FM 93,9; WPLJ 95,5; WXNY 96,3; WQHT-FM 97,1; WSKQ-FM 97,9; WRKS-FM 98,7; WBAI 99,5; WHTZ 100,3 Newark; WCBS-FM 101,1; WRXP 101,9; WWFS 102,7; WKTU 103,5 Lake Success; WAXQ 104,3; WWPR-FM 105,1; WQXR-FM 105,9 Newark; WLTW 106,7; та WBLS 107,5.